# Waldzell
Waldzell is een gemeente in de Oostenrijkse deelstaat Opper-Oostenrijk, gelegen in het district Ried im Innkreis (RI). De gemeente heeft ongeveer 2100 inwoners.

## Geografie
Waldzell heeft een oppervlakte van 40 km². De gemeente ligt in het noorden van Oostenrijk, in het westen van de deelstaat Opper-Oostenrijk. De gemeente ligt ten zuiden van de Duitse deelstaat Beieren.
Andrichsfurt · Antiesenhofen · Aurolzmünster · Eberschwang · Eitzing · Geiersberg · Geinberg · Gurten · Hohenzell · Kirchdorf am Inn · Kirchheim im Innkreis · Lambrechten · Lohnsburg · Mehrnbach · Mettmach · Mörschwang · Mühlheim am Inn · Neuhofen im Innkreis · Obernberg am Inn · Ort im Innkreis · Pattigham · Peterskirchen · Pramet · Reichersberg · Ried im Innkreis · Schildorn · Senftenbach · Sankt Georgen bei Obernberg am Inn · Sankt Marienkirchen am Hausruck · Sankt Martin im Innkreis · Taiskirchen im Innkreis · Tumeltsham · Utzenaich · Waldzell · Weilbach · Wippenham
- Gemeinsame Normdatei: 4801267-1
- Virtual International Authority File: 249420983